# 德米安·魯格納
德米安·魯格納（西班牙語：Demián Rugna，1979年9月13日—），阿根廷男導演、編劇及剪輯師，知名作品如恐怖片《超驚嚇》（2017年）。

## 生平
德米安·魯格納生於布宜诺斯艾利斯省阿埃多。從很小的時候起，他就製作了自己的漫畫書，重現自己最喜歡的電影。幾年後，這促使他在插畫家奧拉西奧·拉利亞的指導下學習漫畫插畫，並從他那學會了視覺敘事。2003年，魯格納畢業於莫龍大學，獲得平面設計學位。
2005年，魯格納在製作了幾部恐怖類型的短片後，為電影《死亡手记》（La muerte sabe tu nombre）撰寫了原創劇本。2007年，他將自己的短片改編成《最後的入口》（La última entrada），成為他的長片導演處女作。隔年，他創作了原創劇本《他們欲得我眼》（They Want My Eyes）。
魯格納導演的第二部長片是與法比安·福特編導的《他們真該死！》（Malditos Sean!），2013年在阿根廷全國上映。2016年至2017年間，他帶來了兩部作品：《你不知道你在跟誰說話》（No sabés con quién estás hablando）及《超驚嚇》。其中，《超驚嚇》在商業上取得了成功，被影評認為足以列入阿根廷近代最佳恐怖片。該片在阿根廷院線已取得了商業上的成功，且在串流媒體Netflix上也持有高觀看數。
2022年，魯格納拍攝了下一部長片《當邪惡潛伏時》，同時參與了拉丁美洲導演的恐怖故事詩選片《邪恶异灵》（Hispanos satánicos）；在《邪恶异灵》中執導〈我也看到了〉（Yo también lo vi）一章節。《當邪惡潛伏時》在2023年多倫多國際影展的「午夜瘋狂」（Midnight Madness）單元進行全球首映，更贏得錫切斯電影節官方奇幻競賽單元最佳劇情片。

## 作品列表
- 2007：《最後的入口》（La última entrada）
- 2011：《他們真該死！》（Malditos Sean!）
  - 章節：〈咖啡館和治療師〉（Cafeomancia y El curandero）
- 2016：《你不知道你在跟誰說話》（No sabés con quién estás hablando）
- 2017：《超驚嚇（英语：Terrified (film)）》
- 2022：《邪恶异灵》（Hispanos satánicos）
  - 章節：〈我也看到了〉（Yo también lo vi）
- 2023：《當邪惡潛伏時（英语：When Evil Lurks）》

## 外部連結
- 德米安·魯格納在互联网电影资料库（IMDb）上的資料（英文）